# Adit Nunatak
Adit Nunatak är en nunatak i Antarktis. Den ligger i Västantarktis. Argentina, Chile och Storbritannien gör anspråk på området. Toppen på Adit Nunatak är 509 meter över havet.
Terrängen runt Adit Nunatak är huvudsakligen kuperad, men platt åt nordväst. Trakten är obefolkad utan några samhällen i närheten. 